# Regione del Seeland
La regione del Seeland (ufficialmente, in tedesco, Verwaltungsregion Seeland, regione amministrativa del Seeland) è una delle 5 regioni amministrative in cui è suddiviso il Canton Berna, in Svizzera.

## Storia
La regione del Seeland fu creata il 1º gennaio 2010, nell'ambito della riforma amministrativa del Canton Berna. Comprende il territorio lacustre noto come Seeland.

## Suddivisione
La regione del Seeland è suddivisa in 2 circondari amministrativi:
- Bienne
- Seeland